# Sandkegel

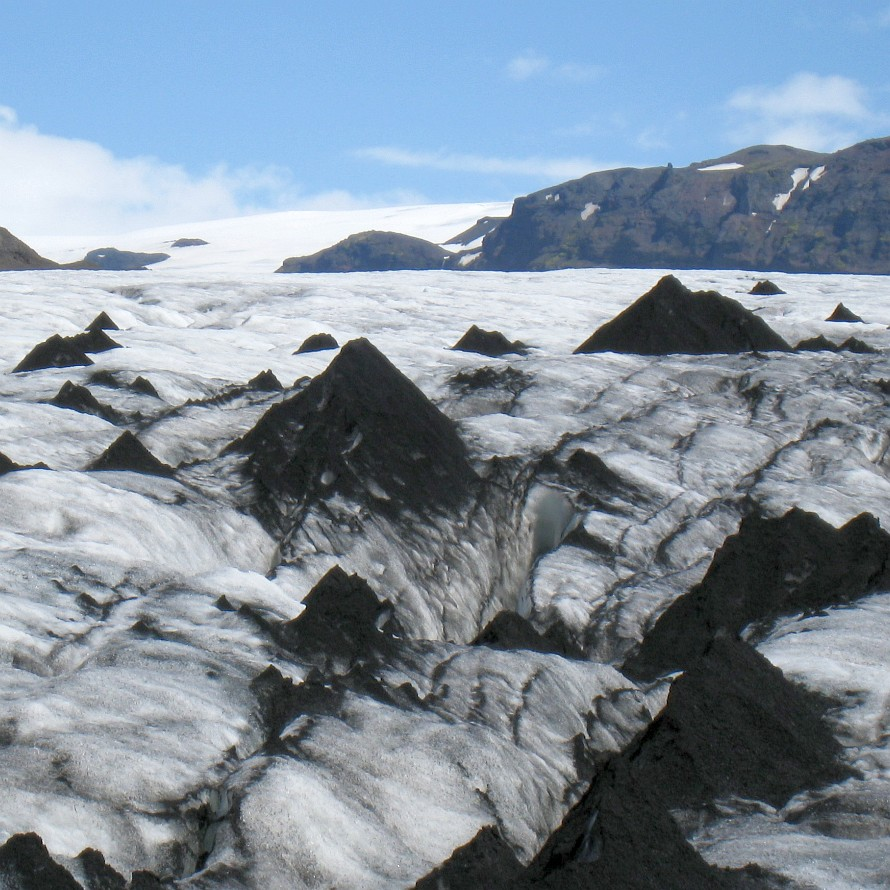
Sandkegel auf dem Sólheimajökull, Island

Sandkegel, manchmal auch Gletscher-, Eis- oder Schmelzkegel genannt, sind ein Phänomen auf der Oberfläche mancher Gletscher. Oft sind die aus Eis bestehenden und mit einer Sandschicht bedeckten Gebilde von kreisrundem Querschnitt und verfügen je nach Entwicklungsstadium über eine ausgeprägte Spitze. Die Kegel erreichen in den Alpen eine Höhe von 1 bis 5 m, selten bis 10 m. Aus Island liegen Berichte über bis zu 30 m hohe Sandkegel vor.

## Entstehung

Entstehung eines Sandkegels

Voraussetzung für die Entstehung eines Sandkegels ist zunächst das Vorliegen einer Gletschermühle, die sich teilweise mit Sand gefüllt hat (Stadium A). Dieser ist typischerweise von oberflächlichem Gletscherschmelzwasser eingetragen worden.
Durch das sommerliche Abschmelzen bzw. Verdunsten des Eises senkt sich die Gletscheroberfläche ab. Dabei rutscht der zuoberst in der Gletschermühle liegende Sand seitlich ab und bildet einen Haufen (Stadium B).
Der Sandhaufen hat eine gegen das Sonnenlicht abschirmende und isolierende Wirkung. Infolgedessen schmilzt das Eis unter dem Sandhaufen langsamer als rings herum, so dass sich die Eisoberfläche rings um den Sandhaufen schneller absenkt als unter dem Haufen selbst (Stadium C).
Wenn der Eiszylinder unter dem Sandhaufen durch die Absenkung seiner Umgebung weiter wächst, fehlt an seinen Seiten die isolierende Wirkung des Sandes. Wenn er von seinen oberen Rändern her zu schmelzen beginnt, verwandelt sich seine Form in einen Kegelstumpf (Stadium D), dessen Seitenflächen von herabrutschendem Sand bedeckt werden.
Dieser Prozess setzt sich fort, bis der Kegelstumpf zum Kegel geworden ist (Stadium E). Dieses Stadium ist länger stabil, da der Sand den Eiskegel wieder gegen Abschmelzen isoliert. Die Steilheit des Kegelmantels beträgt typisch 40°, die Dicke des Sandüberzugs 1–30 cm, seltener 100 cm und mehr.
Typischerweise entsteht und vergeht ein Sandkegel im Laufe eines Sommers. Größere können jedoch auch zwei bis drei Sommer überleben.